# Liste der Gemeinden im Landkreis Weißenburg-Gunzenhausen

Karte des Landkreises Weißenburg-Gunzenhausen

Die Liste der Gemeinden im Landkreis Weißenburg-Gunzenhausen gibt einen Überblick über die 27 kleinsten Verwaltungseinheiten des Landkreises Weißenburg-Gunzenhausen. Er besteht aus 27 Gemeinden, von denen vier Kleinstädte und weitere sechs Landstädte sind. 1939 wurden die Bezirksämter von Weißenburg und Gunzenhausen zu selbstständigen Landkreisen. Im Rahmen der Gebietsreform in Bayern 1972 wurden der Landkreis Weißenburg in Bayern, der Landkreis Gunzenhausen und die bisher kreisfreie Stadt Weißenburg in Bayern zu einem neuen Landkreis vereinigt, der ab 1973 Landkreis Weißenburg-Gunzenhausen hieß.

## Beschreibung
Weiter gegliedert werden kann der Landkreis in fünf Verwaltungsgemeinschaften:
- VG Altmühltal: mit den Gemeinden Alesheim, Dittenheim, und Meinheim, sowie der Markt Markt Berolzheim;
- VG Ellingen: mit der Stadt Ellingen und den Gemeinden Ettenstatt und Höttingen;
- VG Gunzenhausen: mit dem Markt Absberg und den Gemeinden Haundorf, Pfofeld und Theilenhofen;
- Verwaltungsgemeinschaft Hahnenkamm: mit den Märkten Gnotzheim und Heidenheim, sowie der Gemeinde Westheim;

- VG Nennslingen: mit dem Markt Nennslingen und den Gemeinden Burgsalach, Raitenbuch und Bergen;

Die Städte Weißenburg in Bayern, Gunzenhausen, Treuchtlingen und Pappenheim sind wie der Markt Pleinfeld und die Gemeinden Polsingen, Muhr am See, Solnhofen und Langenaltheim nicht Mitglied einer Verwaltungsgemeinschaft.
Der Landkreis hat eine Gesamtfläche von 970,83 km2. Die größte Fläche innerhalb des Landkreises besitzt die Stadt Treuchtlingen mit 103 km2. Es folgen die Stadt Weißenburg in Bayern mit 97,55 km2 und die Stadt Gunzenhausen mit 82,73 km2. Weitere vier Gemeinden haben eine Fläche von über 50 km2. Vier Gemeinden haben eine Fläche größer als 30 km2 und sechs Gemeinden sind über 20 km2 groß. 10 Gemeinden erreichen eine Fläche von über 10 km2. Unterschritten wird die 10 km2-Marke von keiner Gemeinde. Die kleinste Fläche haben die Gemeinden Solnhofen mit 13,5 km2, Gnotzheim mit 12,48 km2 und Muhr am See mit 10,95 km2.
Den größten Anteil an der Bevölkerung des Landkreises von 97.276 Einwohnern hat die Große Kreisstadt Weißenburg mit 18.931 Einwohnern, gefolgt von den Städten Gunzenhausen mit 17.237 und Treuchtlingen mit 13.181 Einwohnern. Der Markt Pleinfeld erreicht eine Bevölkerungszahl von 7752 Einwohnern. Zwei Gemeinden haben über 3.000 und vier Gemeinden über 2.000 Einwohner. 13 Gemeinden haben über 1.000 Einwohner, vier haben unter 1.000 Einwohner. Die wenigsten Einwohner haben Gnotzheim mit 828 Einwohnern, Meinheim mit 857 Einwohnern und Ettenstatt mit 864 Einwohnern.
Der gesamte Landkreis Weißenburg-Gunzenhausen hat eine Bevölkerungsdichte von 95 Einwohnern pro km2, was deutlich unter dem bayerischen Durchschnitt von 178 Einwohnern pro km2 und unter dem deutschen Durchschnitt von 229 Einwohnern pro km2 liegt. Die größte Bevölkerungsdichte innerhalb des Kreises hat die Gemeinde Muhr am See mit 204 Einwohnern pro km2. Die Städte Gunzenhausen und Weißenburg haben mehr als 150 Einwohner pro km2, während Ellingen, Pleinfeld, Treuchtlingen und Solnhofen eine Bevölkerungsdichte von mehr als 100 Einwohnern pro km2 aufweisen. 16 Gemeinden haben eine Bevölkerungsdichte von mehr als 50, vier Gemeinden von weniger als 50 Einwohnern pro km2. Die geringste Dichte weist Raitenbuch mit 30 Einwohnern pro km2 auf.

## Legende
- Gemeinde: Name der Gemeinde beziehungsweise Stadt und Angabe, zu welchem Landkreis der namensgebende Ort der Gemeinde vor der Gebietsreform gehörte
- Teilorte: Aufgezählt werden die ehemals selbständigen Gemeinden der Verwaltungseinheit. Dazu ist das Jahr der Eingemeindung angegeben. Bei den Teilorten, die vor der Gebietsreform zu einem anderen Landkreis gehörten als der Hauptort der heutigen Gemeinde, ist auch dieses vermerkt
- VG: Zeigt die Zugehörigkeit zu einer der fünf Verwaltungsgemeinschaften
- Wappen: Wappen der Gemeinde beziehungsweise Stadt
- Karte: Zeigt die Lage der Gemeinde beziehungsweise Stadt im Landkreis Weißenburg-Gunzenhausen
- Fläche: Fläche der Stadt beziehungsweise Gemeinde, angegeben in Quadratkilometer
- Einwohner: Zahl der Menschen die in der Gemeinde beziehungsweise Stadt leben (Stand: 31. Dezember 2023[2])
- EW-Dichte: Angegeben ist die Einwohnerdichte, gerechnet auf die Fläche der Verwaltungseinheit, angegeben in Einwohner pro km2 (Stand: 31. Dezember 2023[2])
- Höhe: Höhe der namensgebenden Ortschaft beziehungsweise Stadt in Meter über Normalnull[3]
- Bild: Bild aus der jeweiligen Gemeinde beziehungsweise Stadt

## Gemeinden
| Gemeinde                                                                                | Teilorte | VG              | Wappen                                            | Karte                                                                                | Fläche | Einwohner | EW- Dichte | Höhe                                                                          | Bild |
| --------------------------------------------------------------------------------------- | --- | --------------- | ------------------------------------------------- | ------------------------------------------------------------------------------------ | ------ | --------- | ---------- | ----------------------------------------------------------------------------- | --- |
| Landkreis Weißenburg-Gunzenhausen                                                       | |                 | Wappen des Landkreises Weißenburg-Gunzenhausen    | Der Landkreis Weißenburg-Gunzenhausen innerhalb Bayerns                              | 970,83 | 97,276    | 100        | ca. 355 (bei Mackenmühle) bis 656, 4 (Gipfel des Dürrenbergs nahe Heidenheim) | Luftaufnahme des Großen Brombachsees · Die von 1773 bis 1775 im Stil des Spätbarocks von der Deutschordensballei Franken erbaute Stopfenheimer Kirche · Die Felsformation Zwölf Apostel                                                  |
| Markt Absberg (gehörte vor der Gebietsreform zum Landkreis Gunzenhausen)                | Absberg Kalbensteinberg (1978) Igelsbach (1978) | VG Gunzenhausen | Wappen des Marktes Absberg                        | Lage des Marktes Absberg im Landkreis Weißenburg-Gunzenhausen                        | 18,99  | 1.462     | 77         | 467                                                                           | Das Schloss Absberg |
| Alesheim (gehörte vor der Gebietsreform zum Landkreis Weißenburg in Bayern)             | Alesheim Trommetsheim (1978) Wachenhofen Störzelbach | VG Altmühltal   | Wappen der Gemeinde Alesheim                      | Lage der Gemeinde Alesheim im Landkreis Weißenburg-Gunzenhausen                      | 20,45  | 965       | 47         | 427                                                                           | St. Emmeramskirche in Trommetsheim |
| Bergen (gehörte vor der Gebietsreform zum Landkreis Weißenburg in Bayern)               | Bergen Geyern Kaltenbuch Thalmannsfeld | VG Nennslingen  | Wappen der Gemeinde Bergen                        | Lage der Gemeinde Bergen im Landkreis Weißenburg-Gunzenhausen                        | 19,91  | 1.197     | 60         | 539                                                                           | Der Bergener Ortsteil Geyern mit Kirche, sowie gleichnamiges Schloss im Hintergrund |
| Burgsalach (gehörte vor der Gebietsreform zum Landkreis Weißenburg in Bayern)           | Burgsalach Indernbuch Pfraunfeld | VG Nennslingen  | Wappen der Gemeinde Burgsalach                    | Lage der Gemeinde Burgsalach im Landkreis Weißenburg-Gunzenhausen                    | 19,31  | 1.173     | 61         | 583                                                                           | Überreste des in Europa einzigartigen Kleinkastells „In der Harlch“ bei Burgsalach |
| Dittenheim (gehörte vor der Gebietsreform zum Landkreis Gunzenhausen)                   | Dittenheim Sammenheim Sausenhofen Windsfeld | VG Altmühltal   | Wappen der Gemeinde Dittenheim                    | Lage der Gemeinde Dittenheim im Landkreis Weißenburg-Gunzenhausen                    | 29,34  | 1.924     | 66         | 437                                                                           | Die erhöht stehende Kirche St. Peter und Paul in Dittenheim |
| Stadt Ellingen (gehörte vor der Gebietsreform zum Landkreis Weißenburg in Bayern)       | Ellingen Dorsbrunn (teilweise – anderer Teil gehört heute zum Markt Pleinfeld) Massenbach (1978) Stopfenheim (1972) | VG Ellingen     | Wappen der Stadt Ellingen                         | Lage der Stadt Ellingen im Landkreis Weißenburg-Gunzenhausen                         | 31,25  | 4.045     | 129        | 395                                                                           | Barockstadt Ellingen mit Georgskirche in der Mitte und mit Gold verziertem Schloss im Hintergrund · Die Residenz Ellingen |
| Ettenstatt (gehörte vor der Gebietsreform zum Landkreis Weißenburg in Bayern)           | Ettenstatt Reuth unter Neuhaus (1973) Hundsdorf (1978) | VG Ellingen     | Wappen der Gemeinde Ettenstatt                    | Lage der Gemeinde Ettenstatt im Landkreis Weißenburg-Gunzenhausen                    | 15,84  | 864       | 55         | 440                                                                           | Die 60 m lange Steinerne Rinne von Rohrbach ist ein Naturdenkmal und Geotop |
| Markt Gnotzheim (gehörte vor der Gebietsreform zum Landkreis Gunzenhausen)              | Gnotzheim Spielberg | VG Hahnenkamm   | Wappen des Marktes Gnotzheim                      | Lage des Marktes Gnotzheim im Landkreis Weißenburg-Gunzenhausen                      | 12,48  | 828       | 66         | 473                                                                           | Ortsmitte von Gnotzheim mit Michaelskirche |
| Stadt Gunzenhausen (gehörte vor der Gebietsreform zum Landkreis Gunzenhausen)           | Gunzenhausen Cronheim Aha (1978) Frickenfelden Pflaumfeld (1971) Laubenzedel (1972) Nordstetten (1971) Oberasbach Stetten Unterwurmbach (1971) Wald (1971) |                 | Wappen der Stadt Gunzenhausen                     | Lage der Stadt Gunzenhausen im Landkreis Weißenburg-Gunzenhausen                     | 82,73  | 17,237    | 196        | 416                                                                           | Teil der Gunzenhausener Stadtbefestigung · Der Start des Altmühllaufes · Die evangelische Stadtkirche St. Maria |
| Haundorf (gehörte vor der Gebietsreform zum Landkreis Gunzenhausen)                     | Haundorf Obererlbach Gräfensteinberg (1972) Eichenberg (1972) | VG Gunzenhausen | Wappen der Gemeinde Haundorf                      | Lage der Gemeinde Haundorf im Landkreis Weißenburg-Gunzenhausen                      | 51,34  | 2.883     | 56         | 445                                                                           | Pfarrkirche St. Wolfgang |
| Markt Heidenheim (gehörte vor der Gebietsreform zum Landkreis Gunzenhausen)             | Heidenheim Degersheim Hechlingen am See (1977) Hohentrüdingen | VG Hahnenkamm   | Wappen des Markes Heidenheim                      | Lage des Marktes Heidenheim im Landkreis Weißenburg-Gunzenhausen                     | 52,29  | 2.580     | 49         | 529                                                                           | Das romanische Münster des Klosters Heidenheim |
| Höttingen (gehörte vor der Gebietsreform zum Landkreis Weißenburg in Bayern)            | Höttingen Weiboldshausen (1978; teilweise – anderer Teil gehört heute zur Stadt Weißenburg in Bayern) Fiegenstall (1978) | VG Ellingen     | Wappen der Gemeinde Höttingen                     | Lage der Gemeinde Höttingen im Landkreis Weißenburg-Gunzenhausen                     | 19,26  | 1.120     | 58         | 430                                                                           | Ortsteil Fiegenstall von einer Anhöhe aus |
| Langenaltheim (gehörte vor der Gebietsreform zum Landkreis Weißenburg in Bayern)        | Langenaltheim Büttelbronn Rehlingen |                 | Wappen der Gemeinde Langenaltheim                 | Lage der Gemeinde Langenaltheim im Landkreis Weißenburg-Gunzenhausen                 | 39,05  | 2.315     | 59         | 555                                                                           | Der Langenaltheimer Steinbruch, der auch als Offroad-Park dient |
| Markt Markt Berolzheim (gehörte vor der Gebietsreform zum Landkreis Gunzenhausen)       | Markt Berolzheim | VG Altmühltal   | Wappen des Marktes Markt Berolzheim               | Lage des Marktes Markt Berolzheim im Landkreis Weißenburg-Gunzenhausen               | 14,52  | 1.320     | 91         | 424                                                                           | Blick auf den Ortskern von Markt Berolzheim vom Naturschutzgebiet Buchleite aus |
| Meinheim (gehörte vor der Gebietsreform zum Landkreis Gunzenhausen)                     | Meinheim Wolfsbronn Kurzenaltheim | VG Altmühltal   | Wappen der Gemeinde Meinheim                      | Lage der Gemeinde Meinheim im Landkreis Weißenburg-Gunzenhausen                      | 16,36  | 857       | 52         | 433                                                                           | Burgstall Lunkenburg |
| Muhr am See (gehörte vor der Gebietsreform zum Landkreis Gunzenhausen)                  | Muhr am See (Das Dorf Muhr entstand durch Vereinigung der Gemeinden Altenmuhr und Neuenmuhr im Jahre 1976) |                 | Wappen der Gemeinde Muhr am See                   | Lage der Gemeinde Muhr am See im Landkreis Weißenburg-Gunzenhausen                   | 10,95  | 2.497     | 228        | 417                                                                           | Das Wahrzeichen von Muhr ist sein Torhaus |
| Markt Nennslingen (gehörte vor der Gebietsreform zum Landkreis Weißenburg in Bayern)    | Nennslingen Biburg Gersdorf Wengen | VG Nennslingen  | Wappen des Marktes Nennslingen                    | Lage des Marktes Nennslingen im Landkreis Weißenburg-Gunzenhausen                    | 21,97  | 1.458     | 66         | 523                                                                           | St. Nikolauskirche im Ortsteil Gersdorf |
| Stadt Pappenheim (gehörte vor der Gebietsreform zum Landkreis Weißenburg in Bayern)     | Pappenheim Bieswang (1978) Geislohe Göhren Neudorf Ochsenhart Osterdorf Übermatzhofen Zimmern |                 | Wappen der Stadt Pappenheim                       | Lage der Stadt Pappenheim im Landkreis Weißenburg-Gunzenhausen                       | 64,32  | 3.951     | 61         | 405                                                                           | Die Burg Pappenheim gilt als eine der bedeutendsten mittelalterlichen Burgruinen Bayerns · Sicht auf einen Teil der Pappenheimer Altstadt · Denkmal des Generals Gottfried Heinrich zu Pappenheim                                        |
| Pfofeld (gehörte vor der Gebietsreform zum Landkreis Gunzenhausen)                      | Pfofeld Thannhausen (teilweise – anderer Teil gehört heute zum Markt Pleinfeld) | VG Gunzenhausen | Wappen der Gemeinde Pfofeld                       | Lage der Gemeinde Pfofeld im Landkreis Weißenburg-Gunzenhausen                       | 23,88  | 1.626     | 68         | 446                                                                           | Der Bahnhof an der Bahnstrecke Gunzenhausen-Pleinfeld, welches ein Teil der Ludwig-Süd-Nord-Bahn war |
| Markt Pleinfeld (gehörte vor der Gebietsreform zum Landkreis Weißenburg in Bayern)      | Pleinfeld Ramsberg am Brombachsee (1978) Mischelbach (1972) Stirn Walting Sankt Veit Dorsbrunn (teilweise – anderer Teil gehört heute zur Stadt Ellingen) Allmannsdorf Thannhausen (teilweise – anderer Teil gehört heute zur Gemeinde Pfofeld)                                                                   |                 | Wappen des Marktes Pleinfeld                      | Lage der Marktgemeinde Pleinfeld im Landkreis Weißenburg-Gunzenhausen                | 72,22  | 7.752     | 107        | 382                                                                           | Das Spalter Tor · Die MS Brombachsee, Europas größter Trimaran |
| Polsingen (gehörte vor der Gebietsreform zum Landkreis Gunzenhausen)                    | Polsingen Trendel (1978) Döckingen Ursheim |                 | Wappen der Gemeinde Polsingen                     | Lage der Gemeinde Polsingen im Landkreis Weißenburg-Gunzenhausen                     | 33,87  | 1.809     | 53         | 443                                                                           | Wasserschloss |
| Raitenbuch (gehörte vor der Gebietsreform zum Landkreis Weißenburg in Bayern)           | Raitenbuch Bechthal Reuth am Wald | VG Nennslingen  | Wappen der Gemeinde Raitenbuch                    | Lage der Gemeinde Raitenbuch im Landkreis Weißenburg-Gunzenhausen                    | 38,2   | 1.236     | 32         | 559                                                                           | Ruine Bechthal |
| Solnhofen (gehörte vor der Gebietsreform zum Landkreis Weißenburg in Bayern)            | Solnhofen Eßlingen |                 | Wappen der Gemeinde Solnhofen                     | Lage der Gemeinde Solnhofen im Landkreis Weißenburg-Gunzenhausen                     | 13,5   | 1.741     | 129        | 410                                                                           | Solnhofen gilt u. a. durch seinen Archaeopterixfund als Fossilienfundstätte mit Weltrang · Denkmal von Alois Senefelder, dem Erfinder der Lithografie                                                                                    |
| Theilenhofen (gehörte vor der Gebietsreform zum Landkreis Gunzenhausen)                 | Theilenhofen Dornhausen Gundelsheim a. d. Altmühl (gehörte vor der Gebietsreform zum Landkreis Weißenburg in Bayern) Wachstein (1978) | VG Gunzenhausen | Wappen der Gemeinde Theilenhofen                  | Lage der Gemeinde Theilenhofen im Landkreis Weißenburg-Gunzenhausen                  | 20,32  | 1.172     | 58         | 494                                                                           | Überreste eines Wachturms des Obergermanisch-Raetischen Limes · Theilenhofener Paradehelm |
| Stadt Treuchtlingen (gehörte vor der Gebietsreform zum Landkreis Weißenburg in Bayern)  | Treuchtlingen Auernheim (gehörte vor der Gebietsreform zum Landkreis Gunzenhausen) Bubenheim Dietfurt in Mittelfranken Grönhart Haag bei Treuchtlingen Schambach Wettelsheim (gehörte vor der Gebietsreform zum Landkreis Gunzenhausen) Windischhausen (gehörte vor der Gebietsreform zum Landkreis Gunzenhausen) |                 | Wappen der Stadt Treuchtlingen                    | Lage der Stadt Treuchtlingen im Landkreis Weißenburg-Gunzenhausen                    | 103    | 13,181    | 124        | 412                                                                           | Die Fossa Carolina wurde vor 1200 Jahren von Karl dem Großen erbaut · Wrackteile einer Dampflokomotive, die im Zweiten Weltkrieg in Treuchtlingen zerstört wurde · Die Obere Veste · Gedenksteine an der Kriegsgräberstätte am Nagelberg |
| Große Kreisstadt Weißenburg in Bayern (war vor der Gebietsreform eine kreisfreie Stadt) | Weißenburg in Bayern Dettenheim (1972) Emetzheim (1978) Haardt (1978) Holzingen (1972) Kattenhochstatt (1972) Oberhochstatt (1978) Rothenstein (1972) Suffersheim (1978) Weiboldshausen (1978; teilweise – anderer Teil gehört heute zur Gemeinde Höttingen) Weimersheim (1972)                                   |                 | Wappen der Großen Kreisstadt Weißenburg in Bayern | Lage der Großen Kreisstadt Weißenburg in Bayern im Landkreis Weißenburg-Gunzenhausen | 97,55  | 18,931    | 180        | 422                                                                           | Das Ellinger Tor ist eines der imposantesten Bauwerke der denkmalgeschützten Altstadt Weißenburgs · Die 1588 in eine Festung umgewandelte Wülzburg vor den Toren der Stadt · Rekonstruierter Nordturm des Kastells Biriciana             |
| Westheim (gehörte vor der Gebietsreform zum Landkreis Gunzenhausen)                     | Westheim Hüssingen Ostheim (1972) | VG Hahnenkamm   | Wappen der Gemeinde Westheim                      | Lage der Gemeinde Westheim im Landkreis Weißenburg-Gunzenhausen                      | 28,32  | 1.152     | 41         | 439                                                                           | Der Westheimer Ortsteil Ostheim mit dem Dürrenberg, dem zweithöchsten Berg Mittelfrankens, im Hintergrund |